# Pilkhuwa
Pilkhuwa (hindi पिलखुवा) – miasto w północnych Indiach w stanie Uttar Pradesh, na Nizinie Hindustańskiej.
Populacja miasta w 2001 roku wynosiła 67 191 mieszkańców.